# Chimney Rock
Chimney Rock és una població dels Estats Units a l'estat de Carolina del Nord. Segons el cens del 2000 tenia 175 habitants.

## Demografia
Segons el cens del 2000, Chimney Rock tenia 175 habitants, 74 habitatges i 50 famílies. La densitat de població era de 24,4 habitants per km².
Dels 74 habitatges en un 25,7% hi vivien nens de menys de 18 anys, en un 58,1% hi vivien parelles casades, en un 5,4% dones solteres, i en un 31,1% no eren unitats familiars. En el 21,6% dels habitatges hi vivien persones soles el 8,1% de les quals corresponia a persones de 65 anys o més que vivien soles. El nombre mitjà de persones vivint en cada habitatge era de 2,36 i el nombre mitjà de persones que vivien en cada família era de 2,8.
Per edats la població es repartia de la següent manera: un 21,7% tenia menys de 18 anys, un 6,3% entre 18 i 24, un 30,3% entre 25 i 44, un 25,7% de 45 a 60 i un 16% 65 anys o més.
L'edat mediana era de 39 anys. Per cada 100 dones de 18 o més anys hi havia 110,8 homes.
La renda mediana per habitatge era de 29.583 $ i la renda mediana per família de 29.583 $. Els homes tenien una renda mediana de 28.250 $ mentre que les dones 22.813 $. La renda per capita de la població era de 17.142 $. Entorn del 15,8% de les famílies i el 14,7% de la població estaven per davall del llindar de pobresa.

## Poblacions més properes
El següent diagrama mostra les poblacions més properes.